# Toni Schröder
Pour les articles homonymes, voir Schröder.
Toni Schröder (né le 22 avril 1932 à Salzkotten et mort le 13 mars 2011 dans la même ville) est un homme politique allemand, membre du Landtag de Rhénanie-du-Nord-Westphalie (CDU) et citoyen d'honneur de Salzkotten.

## Biographie
Après l'école primaire, il complète un apprentissage de boulanger et passe l' examen de maître artisan en 1955. Depuis 1959, il est un grossiste indépendant de boissons.
À partir de 1964, Schröder est membre de la CDU. Il est présent dans de nombreux comités du parti, dont en tant que président du syndicat local Salzkotten de 1966 à 1976 ou en tant que président de l'association municipale du syndicat des personnes âgées. De 1969 à 1994, il est le premier maire adjoint de Salzkotten.
Il est particulièrement actif dans le domaine culturel et culturel-historique et fait campagne pour la ville et ses citoyens pendant des décennies.
En 1988, Schröder reçoit l'Ordre du Mérite de la République fédérale d'Allemagne. En 2003, il est fait citoyen d'honneur de Salzkotten.

## Parlementaire
Du 29 mai 1980 jusqu'au 30 mai 1990, Schröder est membre du Landtag de Rhénanie-du-Nord-Westphalie en représentant dans la 117e circonscription Paderborn I. Il est membre du conseil municipal de Salzkotten de 1965 à 1994.